# 태평양-패럴론 해령
태평양-패럴론 해령(Pacific-Farallon Ridge)은 중생대 백악기에 존재했던 태평양판과 패럴론판의 경계이다. 북쪽의 태평양-패럴론-쿨라 삼중합점부터 남쪽의 태평양-패럴론-남극판 삼중합점까지 약 1만 km의 길이였으며 패럴론판을 동쪽으로, 태평양판을 서쪽으로, 1년에 약 13.5cm의 속도로 분리했다. 약 3천만년 전부터, 패럴론판이 북아메리카판 밑으로 비스듬히 섭입하자, 이 해령은 그림과 같이 북아메리카판 속으로 섭입하기 시작했다. 동시에 패럴론판이 후안데푸카판과 코코스판(리베라판)으로 분리되었으며, 해령의 남쪽과 북쪽 부분은 그대로 남아 각각 오늘날의 동태평양 해령과 후안데푸카 해령이 되었다.